# 番石榴長小蠹
番石榴長小蠹（学名：Platypus niijimai）为長小蠹蟲科長小蠹屬下的一个种。